# 김정희 (1958년)
김정희(金正熙, 1958년 12월 6일 ~ )는 대한민국의 제6대 경상남도 양산시의원이었다.

## 학력
- 1965.03 ~ 1971.02 삼성국민학교 졸업
- 1971.03 ~ 1974.02 양산중학교 졸업
- 1974.03 ~ 1977.02 양산고등학교 졸업
- 양산전문대학 관광경영과 졸업
- 부산대학교 경제통상대학원 글로벌 정책학 석사 졸업

## 경력
- 육군 제7018부대 만기제대
- 삼성동 재향군인회 부회장
- 삼성동 체육회 회장
- 삼성초등학교 운영위원장
- 삼성동 자율방범대 고문
- 성춘기업 대표
- 삼성동 주민자치위원장
- 양산시 사이클연맹 회장
- 바르게살기운동 양산시 협의회 부회장
- 삼성동 노인후원회 회장
- 한국교통장애인협회 양산지회 자문
- ㈜SC종합렌탈기획 대표이사
- 무술년 동우회 회장
- 천성라이온스클럽 회장
- 독립유공자 (故)김재화 후손
- 2014.07 ~ 2018.06 제6대 경상남도 양산시의회 의원
- 2014.07 ~ 2016.07 제6대 경상남도 양산시의회 전반기 의회운영위원회 위원
- 2014.07 ~ 2016.07 제6대 경상남도 양산시의회 전반기 기획행정위원회 부위원장
- 2014.08 ~ 2014.12 제6대 경상남도 양산시의회 예산결산 및 업무보고청취등특별위원회 위원
- 2015.04 ~ 2015.12 제6대 경상남도 양산시의회 예산결산및공유재산관리계획심사특별위원회 위원
- 2016.07 ~ 2018.06 제6대 경상남도 양산시의회 후반기 기획행정위원회 위원
- 2016.11 ~ 2016.12 제6대 경상남도 양산시의회 예산결산 및 공유재산관리계획심사특별위원회 위원
- 2017.03 ~ 2017.12 제6대 경상남도 양산시의회 예산결산 및 공유재산관리계획심사특별위원회 위원

## 수상
- 양산시 재향군인회 회장 표창장
- 대한민국 재향군인회 본회장 표창장
- 경남도지사 감사장 표창
- 울산지방검찰청 감사장 표창
- 경남지방경찰청장 감사장
- 2006 양산경찰서장 감사패
- 2009 양산시장 감사패
- 2012 행정안전부장관 표창

## 역대 선거 결과
|  | 26.24% |

|  | 38.86% |

|  | 25.50% |

|  | 18.34% |